# Attila Ferjáncz
Attila Ferjáncz (ur. 12 lipca 1946 w Budapeszcie, zm. 23 kwietnia 2016) – węgierski kierowca rajdowy, wielokrotny rajdowy mistrz Węgier, drugi wicemistrz Europy w 1981 roku.

## Kariera
Jego pierwszym pilotem był György Bodnár. Od 1965 roku jego pilotem był Jenő Zsembery. Załoga debiutowała samochodem marki Opel Kadett, ale poważne sukcesy przyszły w 1967 roku, kiedy Ferjáncz zaczął używać renault. W 1974 roku pilotem na krótko został Ferenc Iriczfalvy, po czym Ferjánczowi pilotował dr János Tandari. Ferjáncz startował w rajdach do 1997 roku (pod koniec kariery pilotował mu Csaba Tóth), używając głównie renault i fordów. W 1981 roku zajął trzecie miejsce w mistrzostwach Europy. 29 razy zostawał mistrzem Węgier.
W 1981 roku otrzymał Złoty Medal Sportu, zaś w roku 2000 został odznaczony Krzyżem Kawalerskim Orderu Zasługi Republiki Węgierskiej. W latach 1998–2007 był prezesem MNASZ.